# Hooters

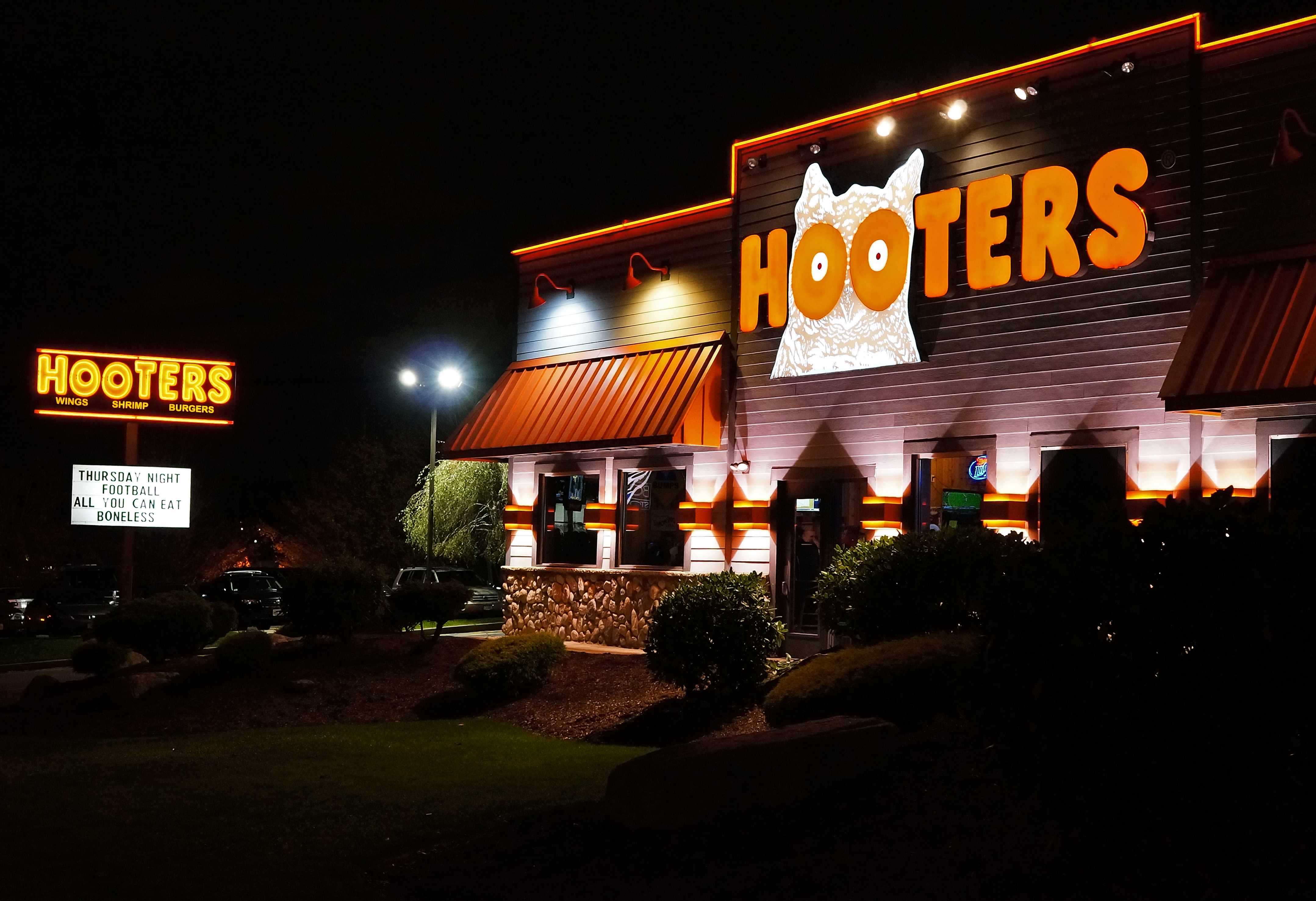
Hooters-Restaurant

Hooters ist eine weltweit agierende US-amerikanische Systemgastronomiekette mit Angeboten wie Hamburgern und Chicken Wings. Hooters gehört zum Full-Service-Segment der Systemgastronomie; Speisen und Getränke werden am Tisch serviert. 

## Unternehmensgeschichte

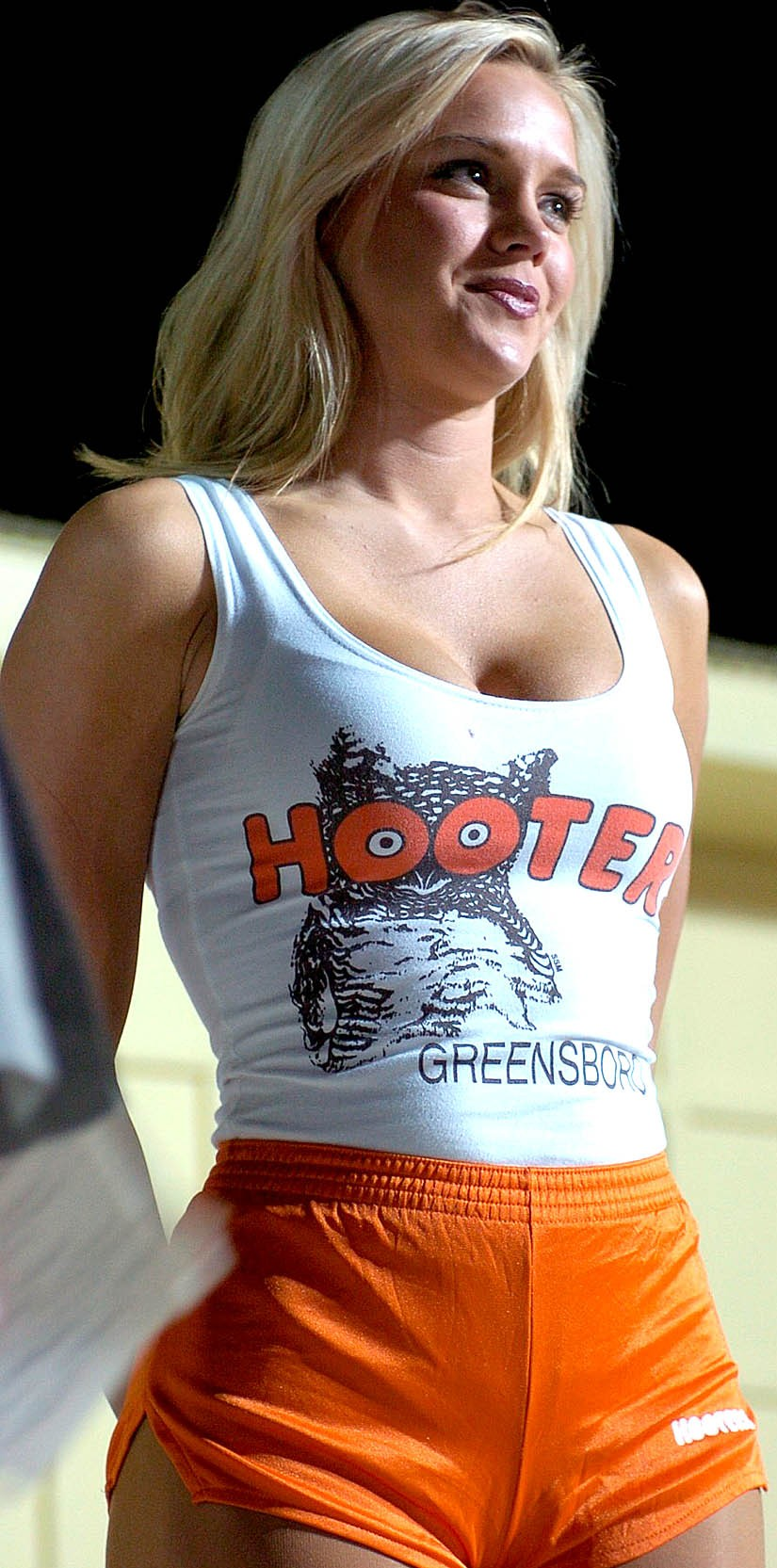
Angestellte (Hooters-Kalendergirl Melissa Poe) in typischer Arbeitskleidung

Sechs Unternehmer gründeten 1983 die Firma Hooters, Inc. mit Sitz in Clearwater, Florida, und eröffneten dort im Oktober 1983 die erste Hooters-Beach-Bar. Am 4. Oktober 2008 feierte das Unternehmen sein 25-jähriges Jubiläum.
1984 wurde in Atlanta die Firma Hooters of America, Inc gegründet, die zunächst Franchisenehmer war. Sie erwarb 2001 von Hooters, Inc. die Marke Hooters und somit alle Vermarktungsrechte an Hooters-Produkten. Die meisten Hooters-Restaurants weltweit werden von Hooters of America (Atlanta) entweder selbst betrieben oder (außerhalb der USA durchweg) als Franchisegeber lizenziert. Von März 2003 an betrieb Hooters of America die Fluglinie Hooters Air, die verschiedene inneramerikanische Flüge zu beliebten Ferienzielen anbot. Im Januar 2006 wurde der regelmäßige Flugbetrieb jedoch eingestellt.
Das weiterhin bestehende eigenständige Unternehmen Hooters, Inc. (Clearwater) betreibt einige Hooters-Restaurants in Florida, dem Bundesstaat New York und Chicago sowie das im Februar 2006 eröffnete Hooters Casino Hotel (Hotelbetrieb mit angeschlossener Spielbank) in Las Vegas, Paradise (Nevada).
Im Januar 2010 gab es weltweit 469 Hooters-Restaurants in 28 Ländern auf allen Kontinenten, in denen knapp 25.000 Beschäftigte, darunter etwa 15.000 „Hooters-Girls“, arbeiten. Ende 2009 wurde das erste Hooters-Restaurant in Südafrika, Durban, eröffnet. In Europa ist Hooters in Deutschland, Österreich, der Schweiz, Tschechien, Ungarn und dem Vereinigten Königreich vertreten. Der Jahresumsatz von Hooters of America, Inc. wird auf etwa 275 Millionen US-Dollar, derjenige aller Hooters-Restaurants zusammen auf etwa das Zehnfache davon geschätzt.
Im April 2025 melde die Kette Insolvenz an. Die 100 Restaurants in den USA, die noch im Besitz von Hooters sind, sollen von zwei Franchisenehmern geführt werden, die bereits Filialen des Unternehmens betreiben.

## Geschäftsmodell

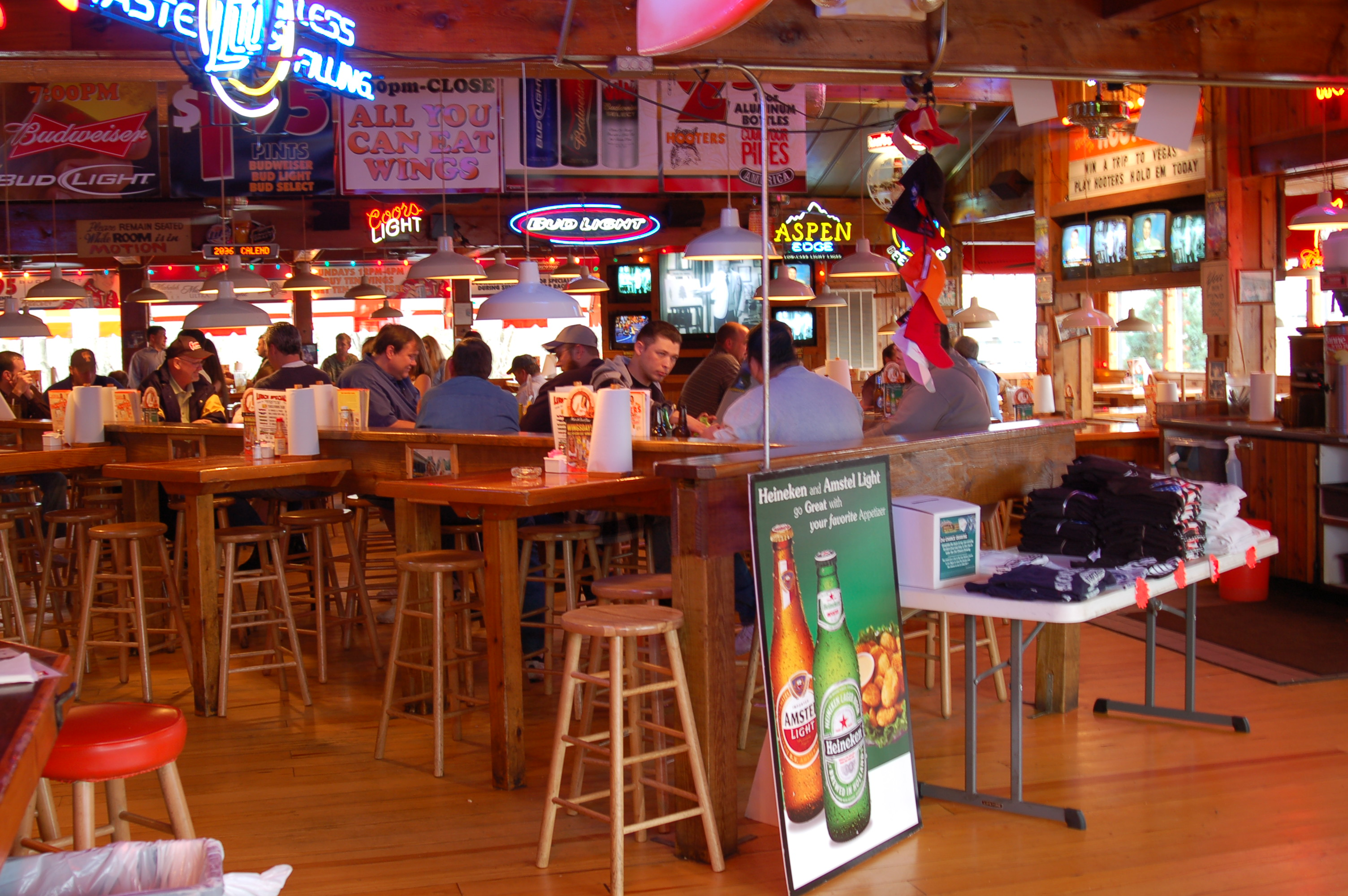
Innenraum eines Hooters-Restaurants in Chattanooga, Tennessee

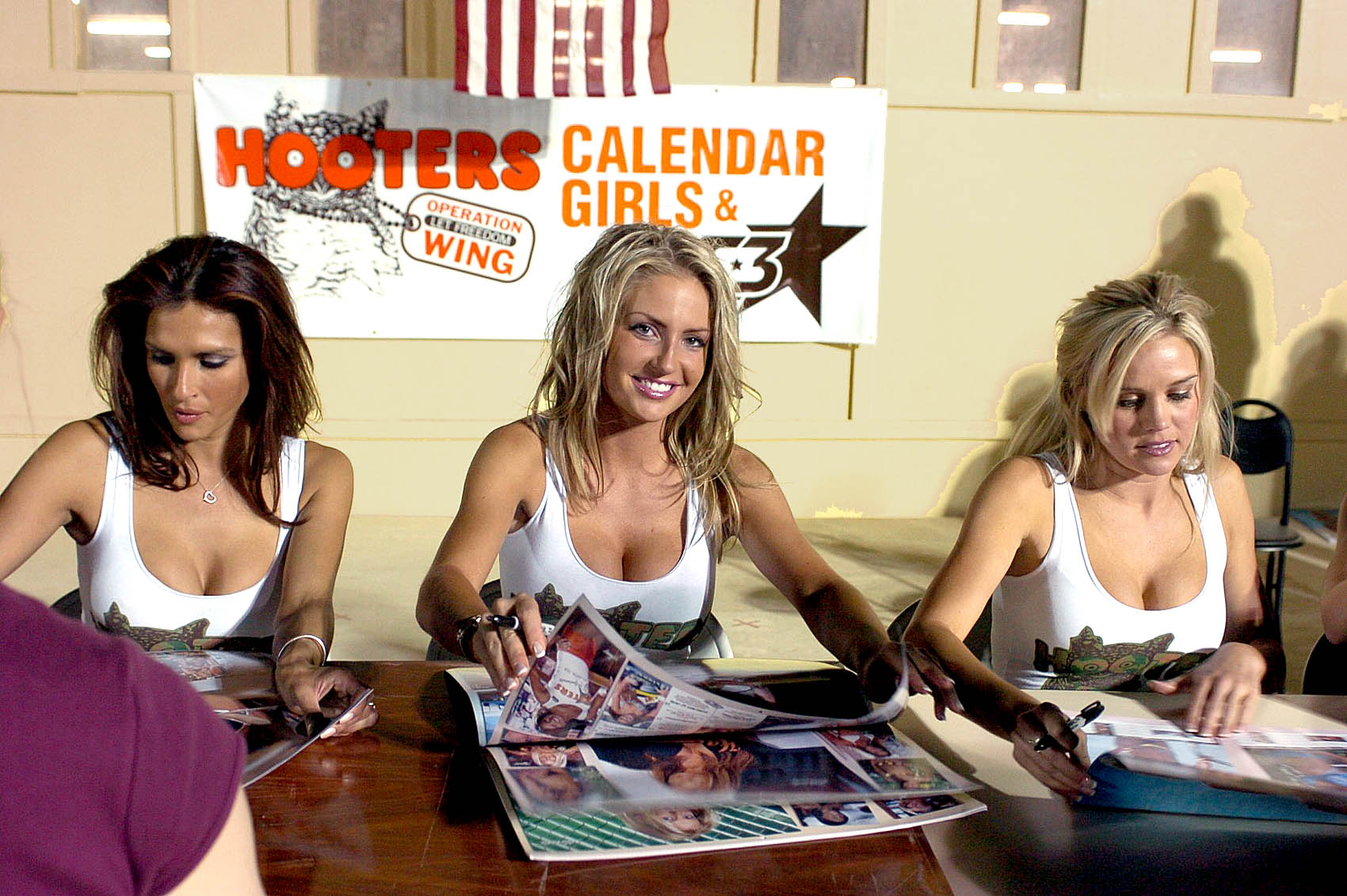
Die Hooters-Kalendergirls Michelle Moya, Nicki Kretchmer und Melissa Poe geben im Rahmen der Operation Let Freedom Wing auf dem Flughafen Kandahar Autogramme (Juni 2004)

Bekannt ist Hooters durch die aufreizende Arbeitskleidung und das Verhalten (z. B. Tanzeinlagen) seiner ausschließlich weiblichen Servierkräfte (Hooters-Girls) in den Hooters Sportsbars. Die Arbeitskleidung ähnelt der von Cheerleadern und besteht aus engen orangefarbenen Shorts, Feinstrumpfhose bzw. Leggings, Sportsocken, weißem tief ausgeschnittenem Tank-Top mit einer aufgedruckten Eule und Turnschuhen. Freitags werden Top und Shorts in den USA traditionell in schwarzer Farbe getragen. Zunächst waren die Oberteile aus Baumwolle und wurden hochgeknotet, so dass die Brüste besonders betont wurden und die Kellnerinnen bauchfrei arbeiteten. In den 1990er Jahren wechselte man zu den bis heute üblichen eng anliegenden und auch den Bauch bedeckenden Tops aus Elastan. Jährlich wird in den USA die Miss Hooters International gewählt; bewerben können sich Hooters-Girls aus allen Filialen weltweit, die die Misswahlen ihres Landes bzw. Bundesstaates zuvor gewonnen haben. 2009 fand die Wahl zur Miss Hooters International in Hollywood (Florida) statt. Das aufreizende Auftreten der Hooters-Girls wird von Frauenverbänden als sexistisch kritisiert. In den USA hat die Tatsache, dass keine Männer als Kellner eingestellt werden, zu einigen Gerichtsverfahren wegen geschlechtsspezifischer Diskriminierung am Arbeitsplatz geführt.
Die im Stil einer Sportsbar eingerichteten Lokale sind allesamt mit großen Fernsehern ausgestattet, auf denen aktuelle Sportereignisse übertragen werden. In den Restaurants sowie im Versandhandel werden Merchandising-Produkte wie T-Shirts, Baseballkappen sowie Jahreskalender mit Bikini-Fotos ausgewählter Hooters-Girls vertrieben.
Hooters of America, Inc. startete eine Initiative namens Operation Let Freedom Wing, bei der die Hooters-Kalendergirls und Popkünstler wie UC3 und Angela Lanza zu Truppenbesuchen bei amerikanischen Auslandseinsätzen geschickt werden.

### Orange – der externe Auftritt des Unternehmens
Das aktuelle Logo, Einrichtung, Uniform sowie die Speisen sind noch fast unverändert wie im originalen Hooters-Restaurant. Nach eigenen Angaben stammt der Name „Hooters“ von der englischen umgangssprachlichen Bezeichnung für Eule, welche auch im Logo zu finden ist (das Wort leitete sich von dem Laut „hoo“ ab, lautmalerisch für den Ruf der Eule). Allerdings ist das Wort „Hooters“ auch ein umgangssprachlicher Ausdruck für die weiblichen Brüste. Der Legende nach wurden die Gründer bei der Entscheidung für die Farbe Orange von der Vereinsfarbe ihres Lieblings-Football-Teams aus Florida inspiriert.

### Angebotene Speisen und Getränke
Die Speisekarte eines Hooters-Restaurants besteht vor allem aus Chicken Wings, Burgern, Sandwiches, Meeresfrüchten und Salaten. Dabei wirbt das Unternehmen mit seinen bekannten Chicken Wings in Kombination mit mehreren selbst hergestellten Saucen in verschiedenen Schärfegraden sowie Geschmacksrichtungen. Des Weiteren stehen Quesadillas, Nachos, Suppen, Spareribs sowie diverse Nachspeisen auf der Karte.
Obwohl Hooters eine einheitliche Speisekarte in allen Restaurants anstrebt, gibt es länderspezifische Unterschiede. So findet man in Deutschland und Österreich z. B. keine Austern, Muscheln oder Krabben.
Neben Softdrinks und Mineralwasser wird in den USA auch ein eigener Hooters-Energydrink angeboten.
In Deutschland umfasst das Getränkeangebot neben Softdrinks, Cocktails, Spirituosen, Longdrinks und verschiedenen einheimischen und internationalen Biersorten auch eine Auswahl verschiedener Weine.

## Hooters in den deutschsprachigen Ländern

### Deutschland
In Deutschland ist Hooters seit dem 28. Januar 2018 auf der Reeperbahn in Hamburg vertreten. Zwischenzeitlich existierten Restaurants in den Städten Bochum, Berlin, Düsseldorf, Frankfurt-Sachsenhausen, Karlsruhe, Köln, Potsdam, Deutschlands erstes Hooters-Restaurant in Neunkirchen (Saar) sowie als weltweit erstes „Airport-Restaurant“ im Terminal 1 (Bereich C, Level 0) im Flughafen Frankfurt Main, die jedoch mittlerweile alle wieder geschlossen wurden.

### Österreich
In Österreich gab es fünf Hooters-Filialen (Oberwart, Innsbruck, Graz-Liebenau, Graz-Gösting und Sankt Lorenzen im Mürztal). Eine sechste Filiale in Wien wurde 2007 geschlossen, unter anderem weil die vom Franchisegeber vorgeschriebene Umstellung von Keramik- auf Kunststoffgeschirr in der Wiener Innenstadt nicht durchgesetzt werden konnte. Da die Franchiseverträge nicht verlängert wurden, wurden Mitte 2020 die bis dahin verbliebenen Filialen umbenannt; Hooters ist somit in Österreich derzeit nicht mehr vertreten.

### Schweiz
Das erste Hooters der Schweiz wurde in Interlaken eröffnet. Eine weitere Filiale in Zürich wurde im Oktober 2023 geschlossen.